# Cyrtoplax
Cyrtoplax is een geslacht van kreeftachtigen uit de klasse van de Malacostraca (hogere kreeftachtigen).

## Soorten
- Cyrtoplax bidentata Gomez & Ortiz, 1975
- Cyrtoplax panamensis Ziesenhenne in Garth, 1940
- Cyrtoplax schmitti Rathbun, 1935
- Cyrtoplax spinidentata (Benedict, 1892)